# Esther Beatriz Tellado Alfonso
Esther Beatriz Tellado Alfonso (Santa Cruz de Tenerife, 11 de marzo de 1929) es una política española, elegida diputada de Unión de Centro Democrático (UCD) en el Congreso de los Diputados por la provincia de Santa Cruz de Tenerife en las elecciones generales de España de 1977, que fue diputada constituyente en las Cortes que elaboraron la Constitución española de 1978.

## Trayectoria
Titulada en idiomas, había participado en la Sección Femenina y en asociaciones de amas de casa, mostrando su interés por los temas de familia. Fue vicepresidenta primera de la Comisión Especial de los Problemas de la Tercera Edad y vocal en la Comisión Especial de los Problemas de Disminuidos Físicos y Mentales, en la Comisión de Cultura, en la Comisión de Investigación de Situación de los Establecimientos Penitenciarios y en la Comisión de Encuesta de los sucesos de Málaga y La Laguna de diciembre de 1977.
Tellado fue elegida diputada de UCD en el Congreso de los Diputados por la provincia de Santa Cruz de Tenerife en las elecciones generales de España de 1977, y fue diputada constituyente en las Cortes que elaboraron la Constitución española de 1978.